# Knotenfuß
Die Pflanzengattung Knotenfuß (Streptopus) gehört zur Familie der Liliengewächse (Liliaceae). Die etwa elf Arten sind in den Gemäßigten Gebieten der Nordhalbkugel verbreitet.

## Beschreibung

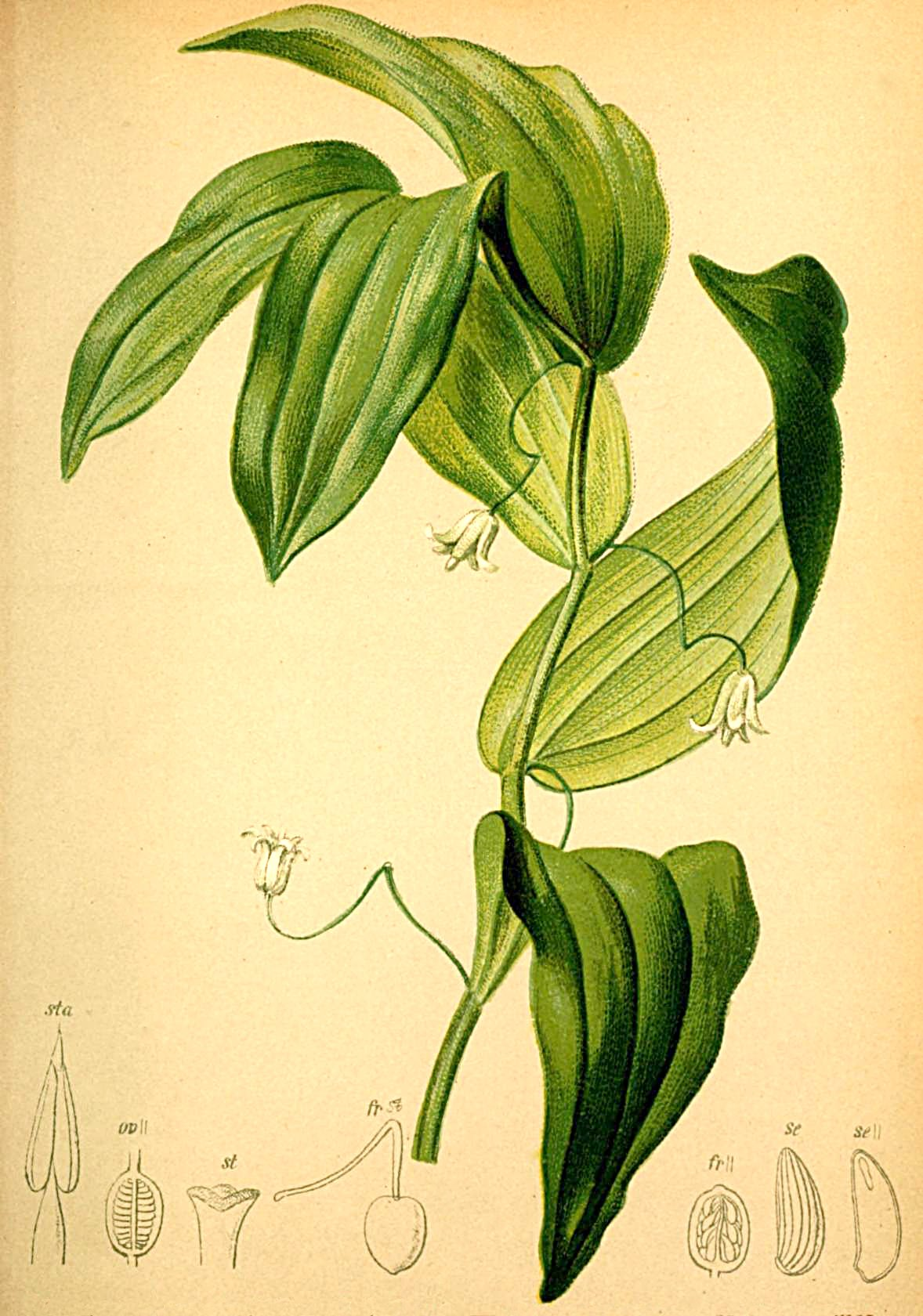
Illustration des Stängelumfassenden Knotenfuß (Streptopus amplexifolius)

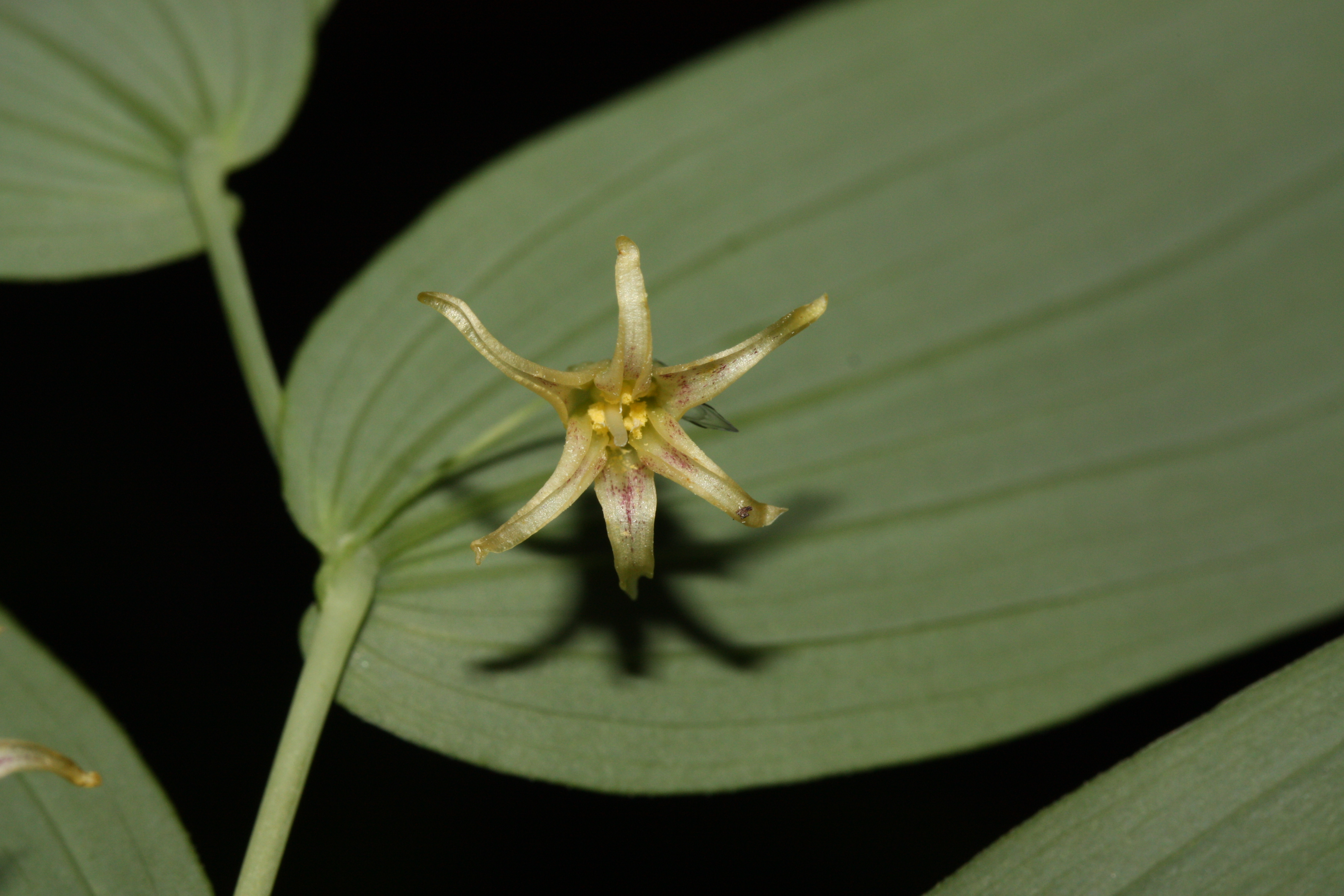
Laubblatt von unten und gestielte Blüte des Stängelumfassenden Knotenfuß (Streptopus amplexifolius)

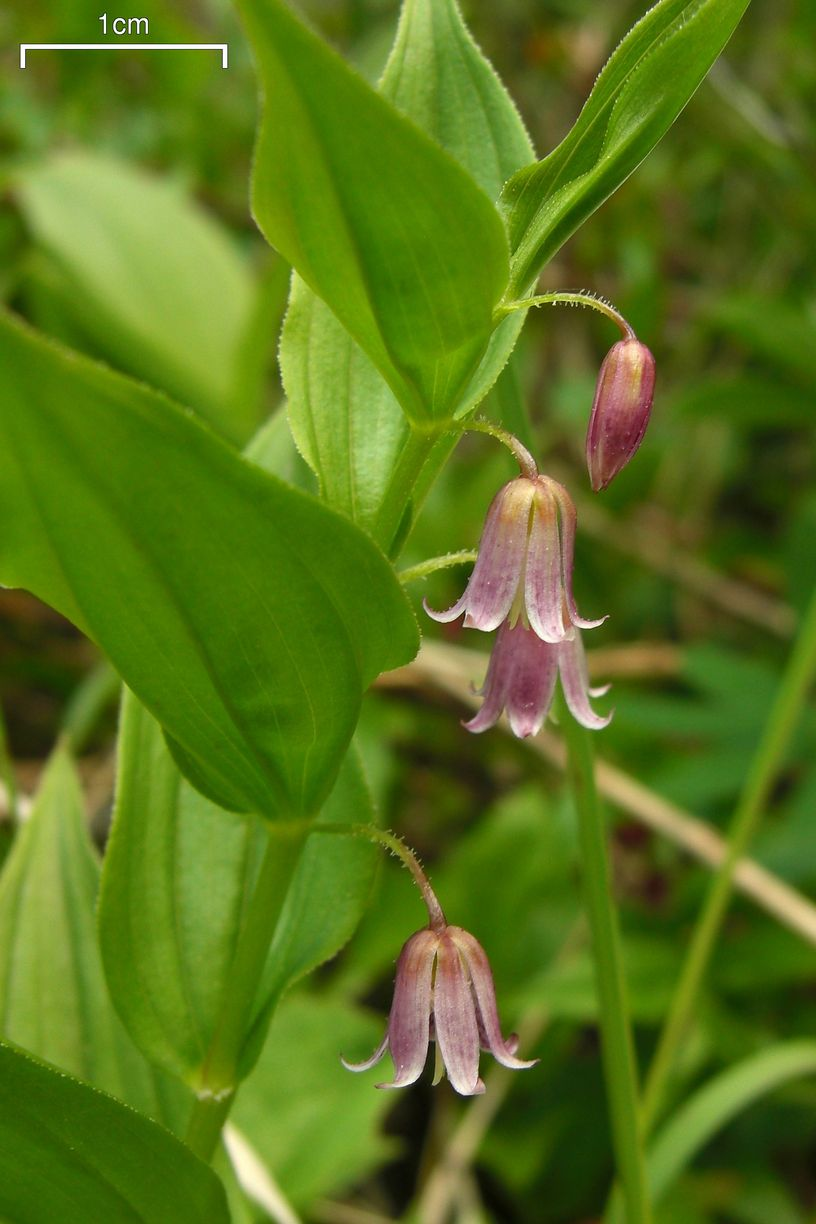
Stängel, Laubblätter und gestielte Blüten von Streptopus lanceolatus

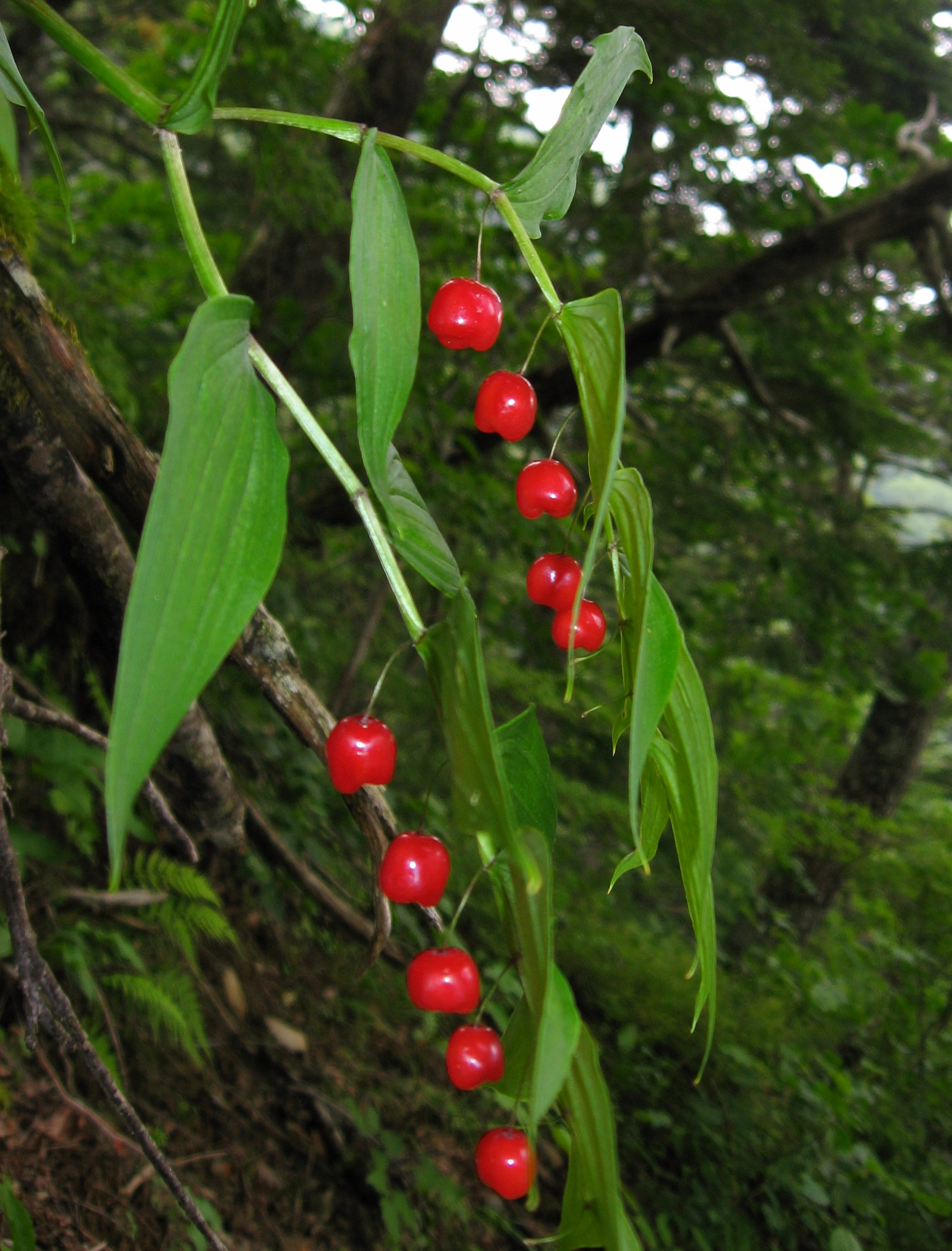
Stängel mit Laubblättern und gestielten Früchten von Streptopus streptopoides var. japonicus

### Erscheinungsbild und Blätter
Die Streptopus-Arten wachsen als ausdauernde krautige Pflanzen. Als Überdauerungsorgane werden kriechende Rhizome gebildet. Die aufrechten Stängel sind einfach oder im oberen Bereich verzweigt.
Viele sitzende Laubblätter sind am Stängel wechselständig verteilt angeordnet. Die einfache, relativ dünne Blattspreiten sind elliptisch bis eiförmig mit gerundetem bis herzförmig-stängelumfassendem (siehe auch Trivialname und Artepitheton Stängelumfassender Knotenfuß (Streptopus amplexifolius)) Spreitengrund und spitzem bis zugespitztem oberen Ende. Es liegt Paralleladerung vor und es sind viele Blattadern vorhanden.

### Blütenstände und Blüten
Auf dünnen Blütenstandsschäften stehen nur ein oder zwei Blüten. Die blattachselständigen Blütenstandsschäfte sind auf der Länge eines Internodiums mit dem Stängel verwachsen und entspringend deshalb scheinbar gegenüber dem nächsten Blatt und der Blütenstandsschaft ist zusammen mit dem Blütenstiel zurückgebogen (darauf bezieht sich der Gattungsname Knotenfuß (Streptopus)), der Übergang von Blütenstandsschaft und Blütenstiel kann abrupt sein.
Die relativ kleinen, glockenförmigen oder fast scheibenförmigen Blüten sind zwittrig, radiärsymmetrisch und dreizählig. Die sechs fast gleichgestaltigen, freien Blütenhüllblätter sind aufrecht bis ausgebreitet oder zurückgebogen und nicht haltbar. Die äußeren drei Blütenhüllblätter sind meist etwas breiter als die drei inneren. Die Farbe der verkehrt-lanzettlichen bis länglichen Blütenhüllblätter ist weiß bis grünlich-gelb oder rosafarben. Es sind zwei Kreise mit je drei Staubblättern vorhanden. Die an oder nahe der Basis der Blütenhüllblätter inserierten Staubfäden sind kurz, breit und flach. Die basifixen, nach außen gebogenen Staubbeutel besitzen am oberen Ende winzige bespitzte oder zuspitzende, borstige Spitzen. Die drei Fruchtblätter sind zu einem oberständigen, dreikammerigen Fruchtknoten verwachsen. Jede Fruchtknotenkammer enthält selten zwei oder drei, meist sechs bis acht Samenanlagen. Der schlanke bis dicke, säulenförmige oder sehr kurze Griffel endet in einer einfachen oder dreilappigen Narbe.

### Früchte und Samen
Die ellipsoide bis kugelige Beere färbt sich bei Reife orangefarben bis dunkelrot und enthält einige bis viele Samen. Die hellgelben Samen sind länglich mit Längsfurchen.

### Chromosomenzahlen
Die Chromosomengrundzahl beträgt x = 8.

## Verbreitung
Die Streptopus-Arten sind in den Gemäßigten Gebieten der Nordhalbkugel verbreitet. In China kommen fünf Arten vor, davon zwei nur dort. In Nordamerika kommen drei Arten vor. Eine Art kommt auch in Europa vor.

## Systematik
Die Gattung Streptopus wurde 1803 durch André Michaux in Flora Boreali-Americana, 1, S. 200–201, Tafel 18 aufgestellt. Als Lectotypusart wurde 1874 Streptopus distortus Michx. durch Ludwig Georg Karl Pfeiffer in Nom., 2, S. 1301 festgelegt. Der Gattungsname Streptopus setzt sich aus den griechischen Wörtern streptos für gedreht, und pous für -füßig zusammen, dies bezieht sich auf die gebogenen oder gedrehten Blütenstandsschäfte. Synonyme für Streptopus Michx. sind: Hexorima Raf., Hekorima Kunth, Kruhsea Regel, Tortipes Small.
Die Gattung Streptopus gehört zur Unterfamilie Calochortoideae innerhalb der Familie Liliaceae, früher in Calochortaceae, Convallariaceae, Uvulariaceae.
Es gibt etwa elf Streptopus-Arten:
- Stängelumfassender Knotenfuß (Streptopus amplexifolius (L.) DC., Syn.: Uvularia amplexifolia L., Convallaria amplexifolia (L.) E.H.L.Krause, Tortipes amplexifolius (L.) Small, Streptopus amplexifolius var. genuinus Fassett nom. inval., Uvularia amplexicaulis Mill., Streptopus distortus Michx., Convallaria dichotoma Thibaud ex Pers., Uvularia distorta (Michx.) Pers., Streptopus amplexifolius var. americanus Schult. & Schult.f., Streptopus amplexifolius var. papillatus Ohwi, Streptopus amplexifolius var. chalazatus Fassett, Streptopus amplexifolius var. denticulatus Fassett, Streptopus amplexifolius var. grandiflorus Fassett, Streptopus amplexifolius var. oreopolus Fassett, Streptopus amplexifolius f. indivisus Lepage, Streptopus amplexifolius subsp. americanus (Schult. & Schult.f.) Á.Löve & D.Löve, Streptopus fassetii Á.Löve & D.Löve): Sie ist weitverbreitet in Eurasien und Nordamerika.
- Streptopus chatterjeeanus S.Dasgupta: Diese 2002 entdeckte und 2003 veröffentlichte Art kommt nur in Sikkim vor.
- Streptopus koreanus (Kom.) Ohwi, Syn.: Streptopus ajanensis var. koreanus Kom., Streptopus streptopoides var. koreanus (Kom.) Kitam.: Sie kommt in Korea und den chinesischen Provinzen Heilongjiang, Jilin sowie Liaoning vor.
- Streptopus lanceolatus (Aiton) Reveal, Syn.: Uvularia lanceolata Aiton, Streptopus roseus Michx., Uvularia rosea (Michx.) Pers., Hexorima dichotoma Raf., Hekorima dichotoma Kunth, Hekorima atropurpurea Fisch. ex Regel & Tiling, Streptopus curvipes Vail, Streptopus longipes Fernald, Streptopus roseus f. simplex Vict., Streptopus roseus var. curvipes (Vail) Fassett, Streptopus roseus f. giganteus Fassett, Streptopus roseus var. longipes (Fernald) Fassett, Streptopus roseus var. typicus Fassett, Streptopus roseus subsp. curvipes (Vail) Hultén, Streptopus roseus f. indivisus Lepage, Streptopus roseus subsp. longipes (Fernald) Á.Löve & D.Löve, Streptopus roseus var. perspectus Fassett, Streptopus roseus subsp. perspectus (Fassett) Á.Löve & D.Löve, Streptopus lanceolatus var. curvipes (Vail) Reveal, Streptopus lanceolatus var. longipes (Fernald) Reveal, Streptopus lanceolatus var. roseus (Michx.) Reveal: Sie ist in Kanada und den USA weitverbreitet.
- Streptopus obtusatus Fassett, Syn.: Streptopus geniculatus F.T.Wang & Tang: Sie kommt in Kiefernwäldern in Höhenlagen zwischen 2000 und 3600 Meter in den chinesischen Provinzen Gansu, westlichen Hubei, Shaanxi, Sichuan sowie Yunnan vor.
- Streptopus ×oreopolus Fernald: Die Naturhybride aus Streptopus amplexifolius × Streptopus lanceolatus kommt im östlichen Kanada vor.
- Streptopus ovalis (Ohwi) F.T.Wang & Y.C.Tang, Syn.: Disporum ovale Ohwi, Prosartes ovalis (Ohwi) M.N.Tamura, Disporum ovale var. albiflorum Y.Lee & N.Lee, Disporum ovale var. tamnanum Y.N.Lee & N.S.Lee, Disporum ovale f. albiflorum (Y.Lee & N.Lee) H.Hara: Sie kommt in Korea und südwestlichen Liaoning vor.
- Streptopus parasimplex H.Hara & H.Ohashi: Sie kommt vom östlichen Nepal bis Bhutan vor.
- Streptopus parviflorus Franch., Syn.: Streptopus mairei H.Lév.: Sie kommt in Wäldern, im Dickicht und auf alpinen Matten in Höhenlagen zwischen 2000 und 3500 Meter nur im südwestlichen Sichuan sowie nordwestlichen Yunnan vor.
- Streptopus simplex D.Don: Sie kommt im südlichen Xizang, in Yunnan, Bhutan, Myanmar, Nepal und Sikkim vor.
- Streptopus streptopoides (Ledeb.) Frye & Rigg: Mit zwei Varietäten in Alberta, British Columbia, Alaska, Idaho, Oregon, Washington und im östlichen Asien:
  - Streptopus streptopoides var. japonicus (Maxim.) Fassett: Es ist ein Endemit im nördlichen und zentralen Teil der Insel Honshū.
  - Streptopus streptopoides (Ledeb.) Frye & Rigg var. streptopoides